# I'm the Man (Joe Jackson)
I'm the Man  è un album del cantante inglese Joe Jackson pubblicato nel 1979. Seconda pubblicazione di Jackson, I'm the Man propone uno stile asciutto legato in qualche modo a certi momenti pub rock di Elvis Costello e Graham Parker. L'album incontrò il favore del pubblico e della critica.

## Formazione
- Joe Jackson – voce, pianoforte, armonica a bocca
- Gary Sanford – chitarra
- Graham Maby – basso
- David Houghton - percussioni

## Tracce
Tutte le canzoni sono scritte e arrangiate da Joe Jackson.
1. On your radio – 4:01
2. Geraldine and John - 3:14
3. Kinda kute – 3:33
4. It's different for girls – 3:42
5. I'm the man – 3:58
6. the band wore blue shirts – 5:07
7. Don't wanna be like that – 3:42
8. Amateur hour – 5:05
9. Ger that girl – 3:03
10. Friday – 3:36